# Renee Paquette
Renee Jane Paquette (Toronto, 19 de setembro de 1985) é uma entrevistadora de esportes e atriz canadense. Ela trabalha atualmente para a All Elite Wrestling (AEW), atuando como entrevistadora nos bastidores e integrante dos painéis de pré-show. Ela é mais conhecida por seu trabalho na WWE entre 2012 e 2020, onde atuou como comentarista, apresentadora e entrevistadora sob o nome de ringue Renee Young. Durante seu tempo na WWE, Renee também fez parte do elenco principal do reality show Total Divas. Antes de assinar com a WWE, ela trabalhou como apresentadora esportiva na The Score Television Network.

## Início
Renee Jane Paquette nasceu em Toronto, Ontário, Canadá.. Após o ensino médio, ela se inscreveu em várias faculdades e começou a treinar com comédia de improviso. Aos 19 anos, se mudou para Los Angeles para seguir uma carreira como atriz cômica, mas posteriormente voltou para Toronto e começou a fazer audições para filmes, videoclipes e comerciais lá. Após se frustrar com a falta de audições, ela se interessou pela área de broadcast, ao invés de atuar.

## Carreira

### The Score Television Network (2009–2012)
Paquette começou a trabalhar para a The Score Television Network nos últimos meses de 2009, no programa chamado Right After Wrestling, que mais tarde seria rebatizado para Aftermath, onde ela apresentou ao lado de Arda Ocal e do ex-árbitro da WWE Jimmy Korderas.

### WWE (2012–2020)
"Eu sempre quis ser uma atriz. Atuar é realmente onde tudo começou para mim. Assim que eu saí do colégio, eu fui para a The Second City e treinei comédia de improvisação. Eu sempre quis ser mais do que uma atriz de comédia. Esse foi o caminho que queria tomar. Eu fugi para Los Angeles aos 19 anos sem ter trabalhado um dia sequer da minha vida como artista. Eu voltei para Toronto e fiz testes para diferentes filmes, videoclipes e comerciais... no Canadá, eu fiquei presa em audições no papel principal, então eu mudei de marcha e me fixei apenas nisso. Eu só precisava de uma câmera e de mim mesma para fazer isso ".

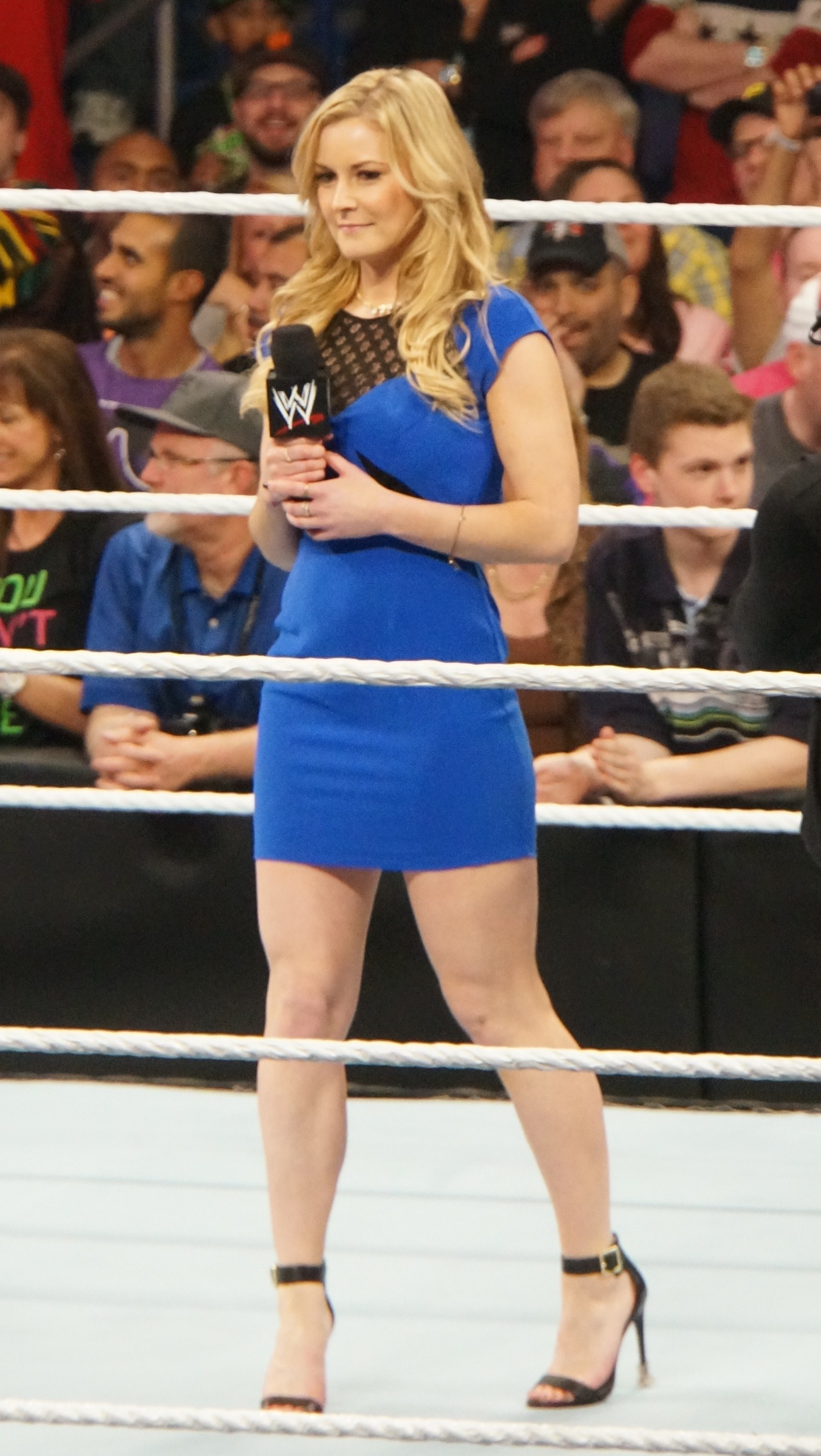
Young em abril de 2014.

Paquette assinou com a WWE em outubro de 2012, onde ela foi renomeada para Renee Young, e fez sua estréia na tv no dia 29 de março de 2013 no episódio do SmackDown, entrevistando Randy Orton, Big Show, e Sheamus. Young realizou anteriormente entrevistas exclusivas para o WWE Active desde fevereiro de 2013, e também apresentou o pré-show do Survivor Series 2012 ao lado de Scott Stanford. Young estreou em 23 de janeiro, no episódio do NXT como uma entrevistadora de bastidores.
Young começou a co-sediar os segmentos do World Tour, que é um segmento que detalha a cidade onde eles estão fazendo shows, apresentando várias atrações turísticas, antes de mais tarde ser promovida como um terceiro apresentador principal no The JBL and Cole Show, que é mostrado no YouTube e no WWE.com. Ele recebeu um prêmio Slammy Award por Web Show favorito do ano. Ela também apresenta o WWE Vintage Collection ao lado do Hall of Famer Mean Gene Okerlund.
Em setembro de 2013, após meses sendo uma entrevistadora, ela fez sua estréia como comentarista no NXT. Ela começou a fazer comentários durante as lutas das Mulheres do NXT, antes de mais tarde se tornar uma comentarista em tempo integral no NXT. Em 3 de Julho de 2014, a WWE anunciou que Young tinha se juntado oficialmente a equipe de comentaristas do WWE Superstars, começando no episódio de 03 de julho ao lado de Tom Phillips, se tornando a primeira comentarista feminina da WWE em tempo integral em mais de uma década. Em abril de 2015, Young começou a apresentar seu próprio show chamado Unfiltered with Renee Young, que vai ao ar na WWE Network.

## Outras mídias
Antes de ingressar na The Score, Paquette trabalhou para BiteTV, onde apresentou um programa sobre esportes radicais e música chamado Rippin' It-N-Lippin' It durante 2008 e 2009. Ela fez um comercial para a Oxy e teve um papel no videoclipe Tom Green. Ela também apareceu em um comercial nacional da Noxzema, e fez um photoshoot para a revista Toro Magazine.

## Vida pessoal
Paquette cresceu em Ajax, Ontário. Por ser uma fã de wrestling, ela disse: "Eu participei de alguns eventos e da WrestleMania VI. Meu pai é um promotor de shows e ele me levava para os bastidores e reuniões dentro dos eventos... Eu lembro que fui para os bastidores e conheci Stone Cold Steve Austin, Triple H, Chyna e Trish Stratus quando era criança, por isso é muito engraçado para mim ver que eu acabei aqui. Eu fui em um caminho diferente do que querer se tornar uma lutadora da WWE".
Paquette começou a namorar o lutador profissional americano Jonathan Good (mais conhecido como Jon Moxley e anteriormente Dean Ambrose) em 2013. Eles se casaram em uma cerimônia improvisada em sua casa em Las Vegas no dia 9 de abril de 2017. Em novembro de 2020, Paquette e Good anunciaram que estavam esperando o primeiro filho. Sua filha, Nora Murphy Good, nasceu em 15 de junho de 2021.

## Filmografia

### Filme
| Ano  | Título         | Papel     | Notas |
| ---- | -------------- | --------- | ----- |
| 2020 | The Main Event | Ela mesma |       |

### Televisão
| Ano       | Título                                         | Papel           | Notas |
| --------- | ---------------------------------------------- | --------------- | --- |
| 2007      | The Smart Woman Survival Guide                 | Estagiária fofa | Episódio: "Go Big or Go Home"                                                                               |
| 2010      | Gotta Grudge?                                  | Ela mesma       | 8 episódios                                                                                                 |
| 2011–2012 | Gillette Drafted                               | Ela mesma       | Juíza, mentora                                                                                              |
| 2013      | WWE: The Top 25 Rivalries in Wrestling History | Ela mesma       | Apresentadora                                                                                               |
| 2014      | WWE Countdown                                  | Ela mesma       | Episódio: "Coolest Catchphrases"                                                                            |
| 2014–2020 | WWE Music Power 10                             | Ela mesma       | Apresentadora (voz)                                                                                         |
| 2014–2020 | WWE Quick Hits                                 | Ela mesma       | Apresentadora                                                                                               |
| 2015–2019 | Total Divas                                    | Ela mesma       | Recorrente (temporadas 4 e 5) Elenco principal (temporada 6) Convidada (temporadas 7, 8 e 9) (38 episódios) |
| 2015–2017 | Unfiltered with Renee Young                    | Ela mesma       | Apresentadora                                                                                               |
| 2015      | WWE Tough Enough                               | Ela mesma       | Co-apresentadora                                                                                            |
| 2016–2018 | WWE Talking Smack                              | Ela mesma       | Apresentadora                                                                                               |
| 2016–2018 | WWE Raw Talk                                   | Ela mesma       | Apresentadora                                                                                               |
| 2017–2018 | Total Bellas                                   | Ela mesma       | 4 episódios                                                                                                 |
| 2018      | Miz & Mrs.                                     | Ela mesma       | Episódios: "A Simple Mizunderstanding" & "Proud Papa"                                                       |
| 2019–2020 | WWE Backstage                                  | Ela mesma       | Co-apresentadora                                                                                            |

### Web
| Ano       | Título                 | Papel     |
| --------- | ---------------------- | --------- |
| 2013–2015 | The JBL and Renee Show | Ela mesma |
| 2013–2015 | After Total Divas      | Ela mesma |

## Títulos e prêmios
- WWE
  - Slammy Award por Web Show Favorito do Ano (2013)[15] - com Michael Cole e John "Bradshaw" Layfield pelo The JBL and Cole Show